# فوتوکاتالیز

## مقدمه
یکی از پدیده‌های بسیار مهم در طبیعت و واکنش‌های شیمیایی پدیده فروکافت یا کاتالیز است. طبق تعریف پذیرفته شده برای کاتالیست، ماده ای است که حضور آن در یک واکنش شیمیایی باعث می‌شود که واکنش زودتر به تعادل برسد، به شرطی که خود ماده کاتالیست در طول واکنش مصرف نشود.

### تاریخچه
کلمات Photokatalyse و photokatalytisch احتمالاً برای نخستین بار توسط پلاتنیکوف در کتاب Photochemie, که در سال ۱۹۱۰ منتشر شد مورد استفاده قرار گرفتند. البته در برخی منابع استفاده از این دو کلمه به کتاب ایشان با عنوان Allgemeine Photochemie که در سال ۱۹۳۶ منتشر شد، نسبت داده شده‌است. تقریباً چهار دهه پس از این اتفاق، یعنی در دهه ۸۰ میلادی، برخی از محققان شروع به انجام مطالعات سطحی روی فوتوکاتالیست‌هایی مانند تیتانیا و اکسید روی کردند. فوجیشیما و هوندا (۱۹۷۲) با استفاده از یک الکترود نیمه رسانا از جنس تیتانیا در یک سلول فوتوالکتروشیمیایی، فوتولیز آب را انجام دادند که منجر به سرعت گرفتن تحقیقات در حوزه فوتوکاتالیز شد. این کار به عنوان آغازی جدی برای تحقیقات در این حوزه در نظر گرفته می‌شود. در دهه‌های ۱۹۸۰ و ۱۹۹۰، تلاش‌های زیادی برای درک روند اساسی و بهبود کارایی فوتوکاتالیستی تیتانیا انجام شد. در چند سال گذشته، از مواد نیمه رسانا به عنوان فوتوکاتالیست در تصفیه هوا و آب، کانی سازی آلاینده‌های آلی خطرناک و کاربردهای صنعتی و بهداشتی استفاده شده‌است.

### تعریف
کلمه یونانی فوتوکاتالیز از دو بخش تشکیل شده‌است. بخش اول،(Photo,Phos)، به معنای نور است و بخش دوم، (catalysis,katalyo)، به معنای تکه‌تکه شدن یا تجزیه شدن یا متلاشی شدن می‌باشد. متأسفانه هیچ گونه توافق کلی بر سر تعریف فرایند فوتوکاتالیز وجود ندارد. در نهایت اتحادیه بین‌المللی شیمی محض و شیمی کاربردی (IUPAC) فوتوکاتالیز را به صورت زیر تعریف کرد:تغییر سرعت یا نقطه آغاز یک واکنش شیمیایی تحت تابش نور (فرابنفش، مرئی، فروسرخ)، در حضور ماده ای که قابلیت جذب نور را دارد که فوتوکاتالیست خوانده می‌شود، یا به عبارت ساده‌تر واکنشهایی که در حضور یک‌نیمه هادی و نور انجام می‌شود.بنابر این یک واکنش تحریک شونده با نور که در حضور یک کاتالیست (نیمه هادی) انجام می‌شود، فوتوکاتالیز نامیده می‌شود. 
می‌توانیم فرایند فوتوکاتالیز را در دو دسته طبقه‌بندی کنیم:
فوتوکاتالیز همگن:
در صورتی که واکنش دهنده و فوتوکاتالیست هر دو در یک فاز حضور داشته باشند، فوتوکاتالیز همگن خوانده می‌شود. ترکیبات کوردیناسیونی، رنگ‌ها و رنگدانه‌های طبیعی نمونه‌های فوتوکاتالیست‌های همگن هستند.
فوتوکاتالیز غیرهمگن:
در صورتی که واکنش دهنده و فوتوکاتالیست در دو فاز جداگانه حضور داشته باشند، فوتوکاتالیز غیرهمگن خوانده می‌شود. تشخیص اینگونه واکنش‌ها با مشاهده افزایش سرعت واکنش و مصرف مکرر فوتوکاتالیست ممکن است. دی کالکوژنیدهای فلزات انتقالی مهم‌ترین نمونه از فوتوکاتالیست‌های غیرهمگن هستند. 

## مکانیسم
واکنشهای فوتوکاتالیستی با جذب یک فوتون با انرژی مناسب که برابر یا بیشتر از انرژی شکاف باند فوتوکاتالیست است، شروع می‌شوند. فوتون جذب شده با انتقال الکترون از نوار ظرفیت (VB) نیمه هادی به نوار رسانش (CB)، موجب جداسازی بار شده و باعث ایجاد یک حفره (h +) در VB می‌شود. این الکترون تحریک شده در نوار رسانش می‌تواند با پذیرنده‌های الکترون مانند O2 موجود در سطح نیمه رسانا یا محلول در آب واکنش نشان دهد و آن را به آنیون رادیکال سوپراکسید .O2-کاهش دهد. از طرف دیگر، حفره می‌تواند مولکول آلی را اکسید کرده و به شکل R + درآید، یا با −OH یا H2O واکنش دهد و آنها را به رادیکال‌های .OH اکسید کند. 

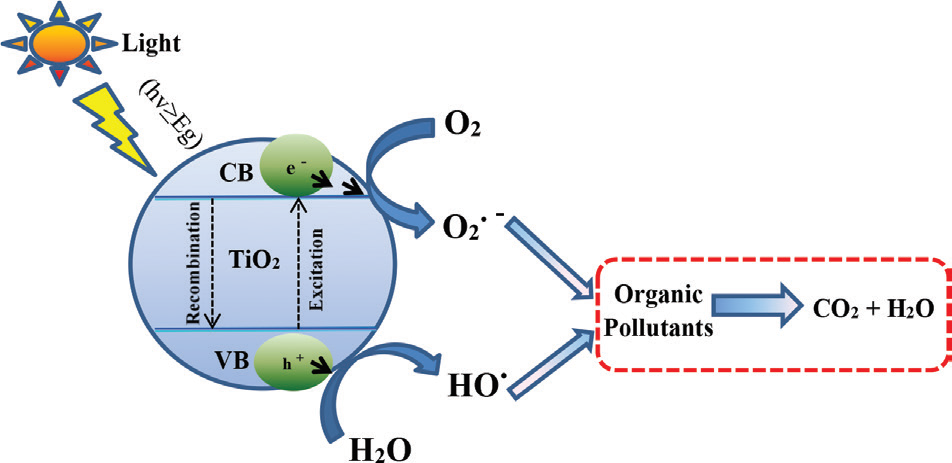
طرحواره فرایند فوتوکاتالیز

## مواد
به‌طور کلی می‌توان مواد فوتوکاتالیست را به سه دسته کلی تقسیم‌بندی کرد:
۱-اکسیدها ۲-سولفیدها ۳-سایر

### اکسیدها
از جمله مهم‌ترین اکسیدهای فوتوکاتالیست می‌توان از تیتانیا، اکسید روی، اکسید قلع، اکسید سریم و اکسید مس نام برد. 
در این بین شناخته شده‌ترین فوتوکاتالیست، تیتانیا می‌باشد. از جمله مهم‌ترین ویژگی‌های تیتانیا می‌توان به پایداری شیمیایی مناسب در محیط‌های بازی و اسیدی، سمی نبودن، قیمت نسبتاً ارزان و خاصیت اکسیدکنندگی بالا اشاره کرد.

### سولفیدها
از جمله مهم ترین سولفیدهای فوتوکاتالیست ،سولفید روی و سولفید کادمیم هستند.این دو سولفید و کامپوزیت های بر مبنای آنها بخصوص در کاربرد تولید هیدروژن مورد توجه هستند.

### سایر
به جز اکسیدها و سولفیدها مواد دیگری نیز از خاصیت فوتوکاتالیستی برخوردارند که چند مورد از این مواد عبارتند از:
تیتانات استرانسیم،تیتانات باریم،بیشتر فریت ها همچون فریت روی و کالکوپریت های نیمه رسانایِ سه تایی

## کاربردها
امروزه فرایند فوتوکاتالیز کاربردهای گسترده و متنوعی دارد که روز به روز نیز در حال توسعه و پیشرفت می‌باشد. برخی از این کاربردها عبارتند از:

### تولید هیدروژن
هیدروژن می‌تواند به راحتی به عنوان یک سوخت پاک تولید شود و به عنوان یک منبع تجدید پذیر یک گزینه امیدوار کننده برای حل مشکلات روزافزون حوزه انرژی است. به نظر می‌رسد تکامل هیدروژن در خالص‌ترین شکل با استفاده از روش‌های دوستدار محیط زیست کار بسیار دشواری است.میتوان از انرژی خورشیدی به عنوان منبع انرژی تجدید پذیر برای تولید هیدروژنی که از نظر محیطی بی خطر است و در اثر واکنش تجزیه آب تولید می‌گردد، استفاده کرد. تکنیک‌های تجزیه فوتوکاتالیستی یا فوتوالکتروشیمیایی آب برای تولید هیدروژن استفاده می‌شود.

### تصفیه آب

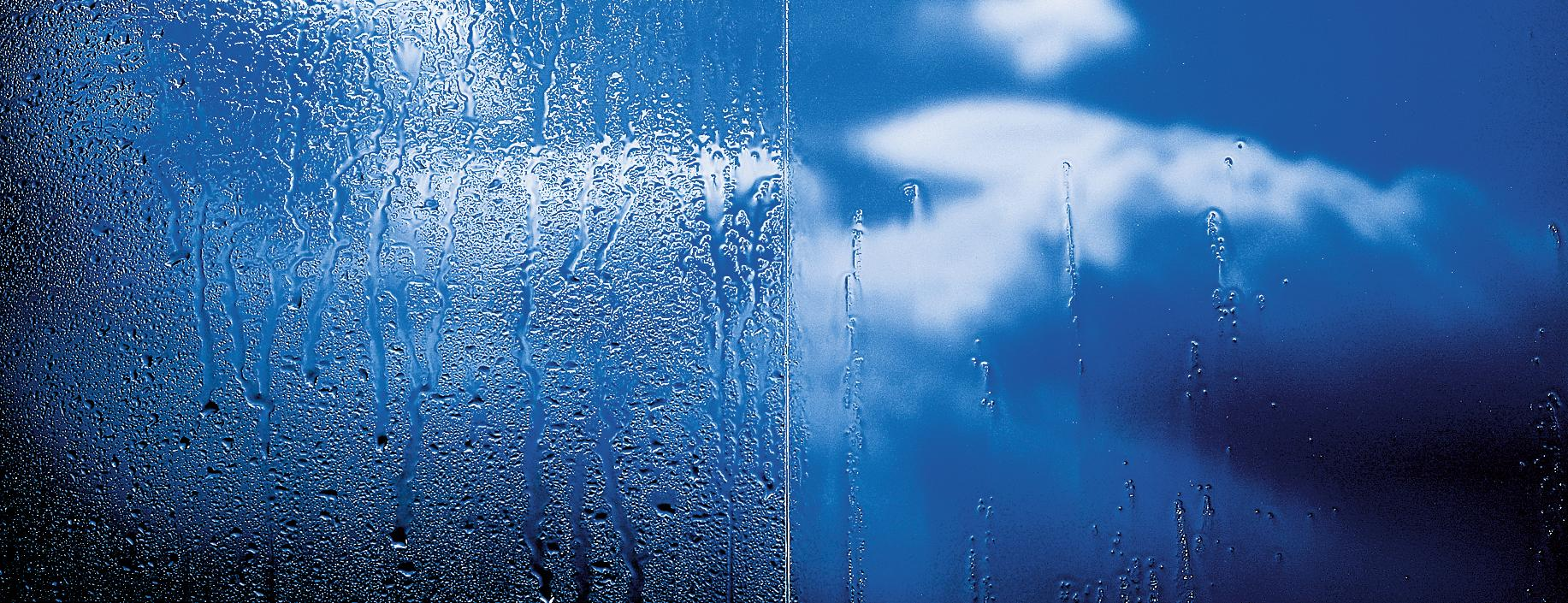

فوتوکاتالیست هایی مانند تیتانیا و اکسید روی به طور فزاینده ای در تصفیه فوتوکاتالیستی آب مورد استفاده قرار گرفته اند.صنایع داروسازی و چاپ و رنگ کاغذ عمدتاً برای تصفیه فاضلاب حاصل از فرایندهای خود از این روش استفاده میکنند.
یکی دیگر از چالش های خطرناک برای سلامتی انسان ها وجود فلزات سنگین،همچون جیوه،کروم و سرب در منابع آبی است.استفاده از فرایند فوتوکاتالیز برای حذف این عناصر از آب امروزه بسیار مورد توجه است.

### خود تمیز شوندگی
استفاده از شیشه ها و کاشی های خود تمیز شونده امروزه در صنعت ساختمانی بطور گسترده ای مورد توجه است.کاربرد این تکنولوژی در صنعت ساختمان باعث کاهش هزینه های نگهداری از ساختمان میشود.از آنجایی که مولکول های آلی و غیر آلی به خوبی بر روی سطوح پوشش داده شده با موادی بر پایه تیتانیا جذب شده و تخریب میشوند،تیتانیا در این کاربرد بخصوص بطور گسترده ای استفاده شده است.